# Центральный банк государств Западной Африки

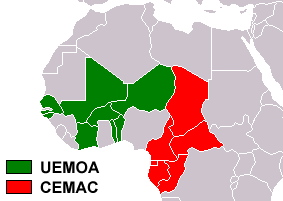
Страны зоны Франка КФА
Западноафриканский экономический и валютный союз (Западноафриканский франк КФА)
Центральноафриканское валютно-экономическое сообщество (Центральноафриканский франк КФА)

Центральный банк государств Западной Африки (фр. Banque Centrale des États de l'Afrique de l'Ouest, BCEAO) — центральный банк, обслуживающий восемь государств Западной Африки, входящих в состав Западноафриканского экономического и валютного союза: Бенин, Буркина-Фасо, Кот-д'Ивуар, Гвинея-Бисау, Мали, Нигер, Сенегал, Того.
Банк учреждён 4 апреля 1959 года, начал операции в 1962 году.

## Функции
Центральный банк выполняет следующие основные функции:
- осуществляет эмиссию западноафриканских франков, имеющих хождение во всех государствах-участниках Союза;
- осуществляет денежно-кредитную политику в Союзе;
- обеспечивает стабильность банковской и финансовой систем;
- содействует развитию платёжных систем и осуществляет надзор за ними;
- управляет официальными валютными резервами государств-членов Союза.